# William Eggleston
William Eggleston (Memphis, Tennessee, 27 de julho de 1939) é um importante fotógrafo norte-americano muito conhecido por conseguir o reconhecimento da fotografia a cores como modo de expressão artística digno de exposição em galerias de arte.

## Vida
Nascido em Memphis, cresceu em Sumner, no estado de Mississippi. Os seus interesses na infância foram dirigidos para o desenho, o piano e a eletrónica. Com quinze anos ingressou no internato Webb school no Tennessee, que em 1954 dispunha de um ensino tradicional que dava pouca importância às atividades artísticas. Ao deixar a escola foi para a Universidade Vanderbilt, onde comprou uma câmara fotográfica e começou a fotografar em preto e branco, mas um ano depois ingressou na Universidade do Mississippi em Oxford.
Nos seus primeiros trabalhos fotográficos foi influenciado por Robert Frank e pelo livro O momento decisivo escrito por Henri Cartier-Bresson. Embora começasse por trabalhar em preto e branco, em 1965 começou a experimentar a fotografia colorida; o seu trabalho parece ter-se desenvolvido com certo isolamento dos ambientes fotográficos, quando em 1969 conheceu John Szarkowski; a este chamou tanto a atenção o seu trabalho que chegou a propor a compra de algumas fotos ao comité fotográfico do Museu de Arte Moderna de Nova Iorque. Em 1970 o seu amigo William Christenberry apresentou-lhe Walter Hopps, que era o diretor da Galeria Corcoran de Washington e que considerou muito inovador o trabalho de Eggleston.
Entre 1973 e 1974 ensinou em Harvard e descobriu o processo conhecido como Dye-transfer através de um anúncio de laboratórios fotográficos, que ao chamar a sua atenção o fez ir ao laboratório com o intuito de averiguar como era o processo, tendo ficado impressionado pela saturação de cores e as qualidades das tintas. Uma das suas obras mais conhecidas realizadas por este processo tem o título The Red Ceiling, e também é conhecida como Greenwood, Mississippi, 1973. Eggleston considera-a uma das suas melhores obras.
Em 1976 fez uma exposição no MOMA composta por 75 fotografias e que causou escândalo, nessa época conheceu Viva (Janet Susan Mary Hoffmann) que era uma superstar de Andy Warhol, e com quem manteve uma longa relação. Este facto implicou que frequentasse os ambientes da arte pop, e segundo Mark Holborn, que o ajudasse a difundir o seu conceito de que qualquer coisa fica representada do mesmo modo pela ótica da câmara, conhecido como Democratic Camera, que também foi o título dado à mais importante exposição retrospetiva realizada sobre o seu trabalho.
Um exemplo desta conceção da fotografia pode encontrar-se na sua obra The democratic forest na qual, como assinala Eudora Welty na introdução do livro, podemos encontrar objetos muito diversos: pneus velhos, aparelhos de ar condicionado desfeitos, máquinas de venda de Coca Cola, cartazes rasgados, postes de eletricidade, barricadas nas ruas, sinais de desvio, sinais de proibido estacionar, parquímetros e palmeiras; enquanto que qualquer espetador que se guiasse pelo título esperaria encontrar imagens limpas de árvores e correntes de água. Eggleston considera esta obra como um projeto de grande importância. Trata-se de um percurso que começa com uma fotografia de nuvens tirada em Mayflower County, finalizando com outra noturna em Saint Louis. Também publicou outro trabalho intitulado Kiss Me Kracow baseado numa viagem pela Europa com fotografias feitas em Berlim, Viena, Salzburgo ou Graz; e outro sobre o Egito.
Em 1998 recebeu o Prémio internacional da Fundação Hasselblad e em 2004 recebeu o Prémio PHotoEspaña Baume et Mercier. Em agosto de 2005 estreou um filme documental chamado William Eggleston in the Real World.

## Publicações
- Election Eve. Nova York: Caldecot Chubb, 1977. Dois volumes. Edição de cinco exemplares
  - Göttingen: Steidl; 2017. ISBN 978-3-95829-266-6. Um volume.
- Morals of Vision. Nova York: Caldecot Chubb, 1978. Livro de artista. Edição de quinze exemplares.
  - Göttingen: Steidl; 2018. ISBN 978-3-95829-390-8.
- Flowers. Nova York: Caldecot Chubb, 1978. Livro de artista. Edição de quinze exemplares.
  - Göttingen: Steidl; 2019. ISBN 978-3-95829-389-2.
- William Eggleston's Guide. Nova York: Museum of Modern Art, 1976. ISBN 978-0-87070-317-1.
- The Democratic Forest.
  - Londres: Secker & Warburg, 1989. Com introdução de Eudora Welty e posfácio de Eggleston e Mark Holborn.
  - Nova York: Doubleday, 1989. ISBN 978-0-385266-51-2. Com uma introdução de Welty e um posfácio de Eggleston e Mark Holborn.
  - Edição expandida. Göttingen: Steidl, 2015. ISBN 978-3-86930-792-3. Conjunto de dez volumes, 1328 páginas, 1010 fotografias.
  - The Democratic Forest: Selected Works. New York: David Zwirner; Göttingen: Steidl, 2016. ISBN 978-3-95829-256-7. 68 photographs.
- Faulkner's Mississippi. Birmingham: Oxmoor House, 1990. ISBN 978-0-848710-52-1. Com texto de Willie Morris.
- Ancient and Modern. Nova York: Random House, 1992. ISBN 978-0-224069-63-2. Com uma introdução por Mark Holborn
- Horses and Dogs. Washington e Londres: Smithsonian Institution, 1994. ISBN 978-1560985051. Ensaio de Richard B. Woodward.
- The Hasselblad Award 1998: William Eggleston. Zurich: Scalo; Goteborg: Hasselblad Center, 1999. ISBN 978-3908247982. Editado por Gunilla Knape. Com ensaios de Walter Hopps e Thomas Weski, e transcrição de uma entrevista com Ute Eskildsen.
- William Eggleston. Göttingen: Steidl; Paris: Foundation Cartier, 2001. ISBN 978-2-86925-084-0. Bilíngue (francês e inglês).
- Los Alamos. Zurique: Scalo Publishers, 2003. ISBN 978-3-908247-69-2. Com texto de Walter Hopps e Thomas Weski.
- 2 1⁄4. Santa Fe: Twin Palms Publishers, 1999, 2008, 2011. ISBN 978-0-944092-70-5. Com texto de Bruce Wagner.
- The Spirit of Dunkerque.
  - Paris: Biro, 2006. ISBN 2351190173.
  - Corte Madera: Gingko, 2009. Com texto de Vincent Gerard e Jean-pierre Rehm.
- 5 × 7. Santa Fe: Twin Palms Publishers, 2007. ISBN 9781931885485. Com um ensaio de Michael Almereyda.
- William Eggleston: Democratic Camera, Photographs and Video, 1961–2008. Com texto de Elisabeth Sussman, Thomas Weski, Tina Kukielski e Stanley Booth. Catálogo da exposição.
  - Nova York: Whitney Museum of American Art, 2008.
  - New Haven, CT: Yale University, 2008. ISBN 978-0300126211.
- Paris. Göttingen: Steidl, 2009. ISBN 978-3-865219-15-2.
- Before Color. Göttingen: Steidl, 2010. ISBN 978-3-869301-22-8.
- For Now. Santa Fe: Twin Palms Publishing, 2010. ISBN 978-1-931885-93-5. Posfácio de Michael Almereyda; textos curtos, "Eggleston, 1971" de Lloyd Fonvielle, "In Conversation with William Eggleston" de Kristina McKenna, "Two Women and One Man" de Greil Marcus, "Night Vision: The Cinema of William Eggleston" de Any Taubin, e um texto mais longo "It Never Entered My Mind": (Respostas a 11 perguntas frequentes sobre William Eggleston no mundo real) " por Michael Almereyda.
- Chromes. Göttingen: Steidl, 2011. ISBN 978-3-869303-11-6.
- Los Alamos Revisited. Göttingen: Steidl, 2012. ISBN 978-3-869305-32-5.
- From Black & White to Color. Göttingen: Steidl, 2014. ISBN 978-3869307930. Com introdução de Agnès Sire ("A invenção de uma linguagem"), ensaio de Thomas Weski.
- At Zenith. Göttingen: Steidl, 2014. ISBN 978-3869307107.
- Polaroid SX-70. Göttingen: Steidl, 2019. ISBN 978-3958295032.[9]
- The Outlands. Steidl, 2021. ISBN 978-3-95829-265-9.[10]

## Coleções
- Rijksmuseum Amsterdam[11]
- Victoria and Albert Museum, Londres[12]